# Панміксія
Панміксія (від грец. πᾶν (pan) — все та грец. μῖξις (mixis) — змішування) — вільне схрещування роздільностатевих особин, або з різним генотипом в популяції перехреснозаплідних організмів.
Той чи інший ступінь панміксії характерний для панівної більшості видів рослин і тварин. Повна панміксія можлива лише в ідеальних популяціях (нескінченно великих, де відсутній природний добір, тиск мутацій, міграції, не здійснюють вплив інші фактори ізоляції), в яких досягається випадкове комбінування гамет та рівноважний розподіл частот генотипових класів особин відповідно до закону Харді-Вайнберга.